# إريك أندرسون (لاعب هوكي الجليد سويدي)
إريك أندرسون هو لاعب هوكي الجليد سويدي، ولد في 18 سبتمبر 1986 في Ljungby Municipality ‏ في السويد.

## وصلات خارجية
- إريك أندرسون على موقع EliteProspects.com (الإنجليزية)
- إريك أندرسون على موقع HockeyDB.com (الإنجليزية)